# Râul Mislea Seacă
Râul Mislea Seacă este un curs de apă, afluent al râului Mislea. 

## Hărți
- Harta Județului Prahova
- Harta Muntii Grohotiș [nefuncțională]